# 1723 az irodalomban
Az 1723. év az irodalomban.

## Új művek

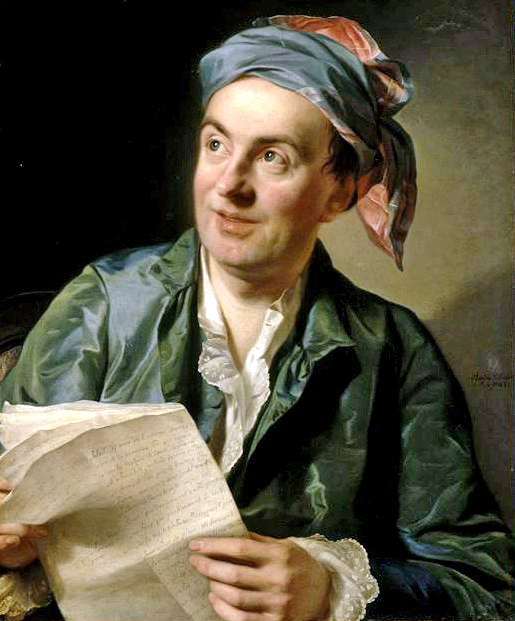
Jean-François Marmontel

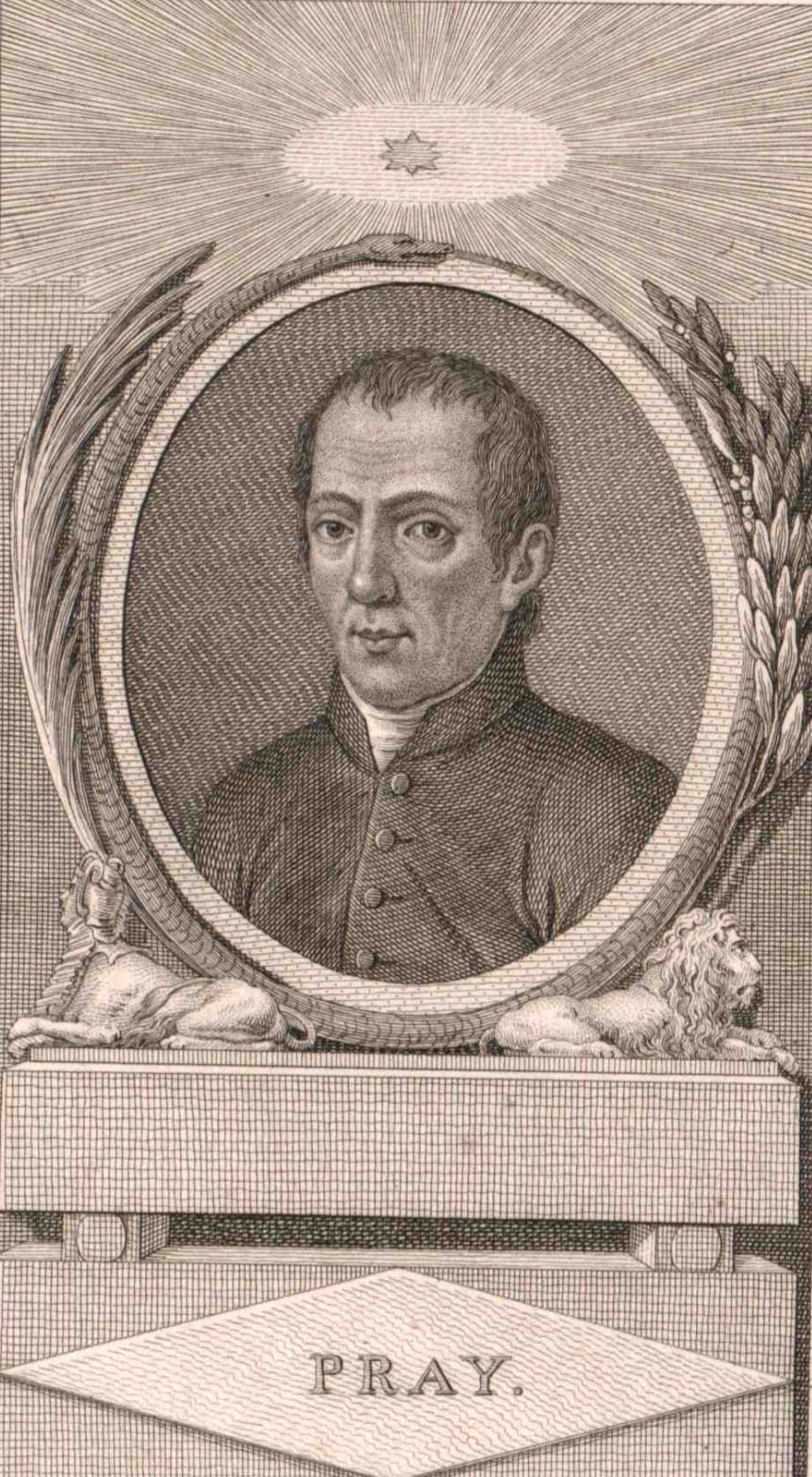
Pray György

- Megjelenik Voltaire első jelentős elbeszélő költeménye (La Henriade), ekkor még La Ligue ou Henry le grand címmel; kibővítve és már végleges címmel 1728-ban.

## Születések
- július 11. – Jean-François Marmontel francia történész, regény- és drámaíró, az enciklopédista mozgalom tagja († 1799)
- szeptember 11. – Pray György jezsuita szerzetes, történetíró, egyháztörténész, a róla elnevezett – és a Halotti beszédet is tartalmazó – Pray-kódex első tudományos leírója († 1801)
- szeptember 25. – Friedrich Melchior Grimm báró, német születésű francia író, diplomata, enciklopédista († 1807)
- december 8. – Holbach báró francia-német materialista filozófus, természettudós és enciklopédista († 1789)

## Halálozások
- március 15. – Johann Christian Günther német költő (* 1695)
- május 11. – Jean Galbert de Campistron francia költő, drámaíró (* 1656)